# Kurgàninsk
Kurgàninsk - Курганинск (rus) és una ciutat del krai de Krasnodar, a Rússia. És centre administratiu del raion de Kurgàninsk. Es troba a la vora dreta del Labà, afluent del riu Kuban. És a 126 km a l'est de Krasnodar i a 43 km a l'oest d'Armavir.
Pertanyen a aquesta ciutat el possiólok de Kràsnoie Pole i el khútor de Svoboda.

## Història
El 1853 es fundà l'stanitsa de Kurgànnaia per part de colons cosacs del Caucas. El 1906 s'hi construí l'església Sviato-Voznessenski, consagrada el 1916. El 1950 el director de cinema Ivan Píriev hi va filmar la seva pel·lícula Kubanski Kazatxi. El 1961 va rebre l'estatus de ciutat i el seu nom actual. El 2002 una inundació va afectar 4.500 habitatges, dels quals 800 van haver de ser destruïts.

## Demografia
| 1959   | 1970   | 1979   | 1989   | 1998   | 2002   | 2008   | 2010   | 2014   |
| ------ | ------ | ------ | ------ | ------ | ------ | ------ | ------ | ------ |
| 24.300 | 34.800 | 37.600 | 40.800 | 50.000 | 46.618 | 47.323 | 47.944 | 48.534 |